# Яровица (гора)
Яровица — гора в Яловичёрских горах (Украинские Карпаты), на хребте Яровец. Расположена на юге Вижницкого района Черновицкой области, юго-западнее села Верхний Яловец.
Высота — 1586,9 м. Гора имеет овальную форму, простирается с востока на северо-запад, где пологой перемычкой соединяется с другими вершинами хребта Яровец. Северные и южные склоны горы очень крутые. Вершина и привершинная часть незалесненные.
Южнее горы простирается хребет Томнатикул.